# جری ترینور
جرالد ویلیام (جری) ترینور (به انگلیسی: Gerald William "Jerry" Trainor) (زاده ۲۱ ژانویه ۱۹۷۷) یک بازیگر آمریکایی است.
او متولد سن دیگو کالیفرنیاست.

## زندگی هنری
او اکنون بیشتر به خاطر نقش‌آفرینی در نقش اسپنسر شِی در سریال آی کارلی شناخته می‌شود. او در این سریال نقش یک فرد شوخ‌طبع و بی مسئولیت را ایفا می‌کند.
او در این سریال در کنار بازیگرانی همچون ماریاندا کازگرو، جنت مک‌کوردی، نیتن کرس و نوح مانک بازی می‌کند.
جری ترینور همچنین در سریال اینترنتی هانگری گرل تی وی نیز نمایان می‌شود.
این صفحه به ترجمه بیشتر نیاز دارد! برای همکاری می‌توانید به این صفحه مراجعه کنید.